# Sarrīgān
Sarrīgān (persiska: سرريگان, دو طفلان) är en ort i Iran.   Den ligger i provinsen Hormozgan, i den sydöstra delen av landet, 1 100 km sydost om huvudstaden Teheran. Sarrīgān ligger 13 meter över havet och antalet invånare är 605.
Terrängen runt Sarrīgān är mycket platt. Runt Sarrīgān är det ganska glesbefolkat, med 25 invånare per kvadratkilometer. Närmaste större samhälle är Mīnāb, 14,6 km sydost om Sarrīgān. Omgivningarna runt Sarrīgān är i huvudsak ett öppet busklandskap.